# Salamina (Cypr)

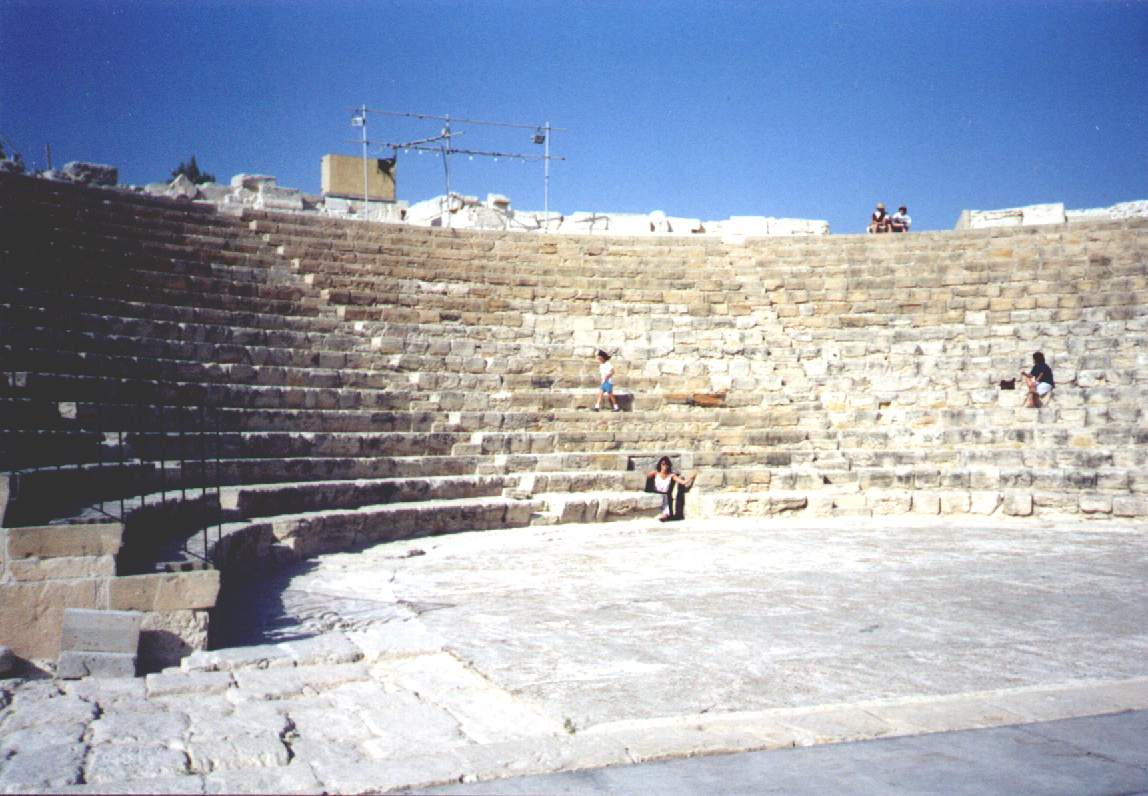
teatr w Salaminie

Salamina (Salamis) – starożytne miasto i port leżący na Cyprze, w VII wieku p.n.e. główne miasto wyspy. Obecnie w tureckiej części wyspy, w pobliżu Famagusty (tur. Gazimağusa).

## Historia
Starożytna Salamina leżała nad rzeką Pediajos na północ od góry Hyjal na wschodzie wyspy. Jej mitycznym założycielem był Teukros (Teucer) syn Telamona z Salaminy greckiej. Miasto założone faktycznie w XII wieku p.n.e., w V stuleciu p.n.e. zostało stolicą związku miast cypryjskich. W 450 p.n.e. pod Salaminą została stoczona bitwa między flotą grecką i perską podczas wojen perskich, zaś w 306 p.n.e. miała tu miejsce kolejna bitwa, tym razem między wojskami Ptolemeusza I Sotera a wojskami Antygona I Jednookiego, dwoma diadochami.

### Chrystianizacja
W I wieku w Salaminie żył apostoł święty Barnaba. Święty Paweł, Barnaba i Jan Marek głosili słowo Boże w miejscowych synagogach, co miało miejsce na początku pierwszej podróży misyjnej Pawła.

### Powstanie Żydów
Podczas powstania w 116 n.e. żydowscy rebelianci wymordowali całą ludność nieżydowską Salaminy. Powstanie zostało stłumione przez Rzymian, a Żydzi zmuszeni do opuszczenia miasta. Powrócili i osiedlili się w nim ponownie dopiero pod koniec XIX w.

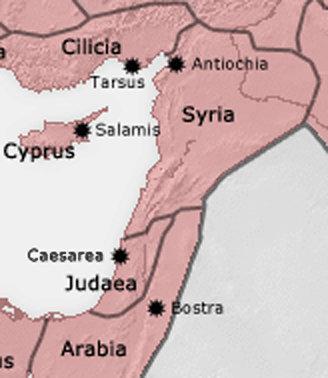
Salamina w czasach rzymskich

### Epifaniusz
Po trzęsieniu ziemi, jakie nawiedziło Salaminę w IV wieku, została odbudowana jako Konstancja (Constantia) przez Konstantyna Wielkiego. W 367 r. biskupem Salaminy został Epifaniusz, który wcześniej przez ponad trzydzieści lat był ihumenem założonego przez siebie ośrodka monastycznego w judejskim Eleutheropolis. Był uznawany za wielkiego erudytę, a jego pisma są źródłem wielu informacji o wczesnym chrześcijaństwie, szczególnie o herezjach.

## Wykopaliska archeologiczne
W VII wieku n.e. wskutek najazdów Arabów miasto zostało złupione i zburzone. Odkryto je ponownie w trakcie prac archeologicznych przeprowadzonych częściowo przez francusko-cypryjską ekspedycję naukowców przed rokiem 1974.
Salamina była ważnym ośrodkiem kultu Zeusa. W I wieku n.e. Rzymianie wznieśli tam teatr, łaźnie i palestrę, a także świątynię Zeusa. W II wieku budowle ozdobiono marmurowymi rzeźbami, w III i IV wieku wzbogacono je mozaikami. W IV wieku wybudowano bazylikę chrześcijańską. W pobliżu miasta znajdują się groby władców z VIII i VII wieku p.n.e. Ruiny miasta znajdują się ok. 5 km na północ od współczesnego miasta Famagusta (na terytorium Cypru Północnego).